# Sturnira angeli
Sturnira angeli is een zoogdier uit de familie van de bladneusvleermuizen van de Nieuwe Wereld (Phyllostomidae). De wetenschappelijke naam van de soort werd voor het eerst geldig gepubliceerd door de la Torre & Schwartz in 1966.

## Voorkomen
De soort komt voor op Guadeloupe, Montserrat, Dominica en Martinique.